# Fire Station No. 7
Die Fire Station No. 7 ist ein historisches Feuerwehrhaus in Brookline im Bundesstaat Massachusetts der Vereinigten Staaten. Als architektonische Besonderheit ist der Giebel im Stil der niederländischen, der Turm jedoch im Stil der italienischen Neorenaissance gestaltet. In den 1950er Jahren wurde das Feuerwehrhaus umgebaut, um größeren Feuerwehrfahrzeugen Platz zu bieten. 1985 wurde das Bauwerk in das National Register of Historic Places eingetragen.